# Nati nel 1913/Ottobre
| Questa pagina contiene informazioni ricavate automaticamente dalle voci biografiche con l'ausilio del template Bio e di un bot. L'aggiornamento è periodico e automatico e ricostruisce completamente la pagina. Se manca una persona in questa lista, sei pregato di non aggiungerla, ma accertati piuttosto che la sua voce biografica contenga il template Bio e che i dati anagrafici siano correttamente compilati. Se il template Bio manca, inseriscilo tu stesso o, in alternativa, metti l'avviso {{tmp\|Bio}} che ne segnala la mancanza. Se i dati riportati sono sbagliati, correggi direttamente la voce biografica; le modifiche saranno visibili in questa lista entro pochi giorni. Per chiarimenti vedi il progetto biografie. La lista contiene solo le 153 persone che sono citate nell'enciclopedia e per le quali è stato implementato correttamente il template Bio. Pagina aggiornata al 26 lug 2025. |

- 1º ottobre - Dori Dorika, attrice russa († 1992)
- 1º ottobre - René-Antoine Gauthier, teologo, filologo e storico della filosofia francese († 1999)
- 1º ottobre - Hélio Gracie, artista marziale brasiliano († 2009)
- 1º ottobre - Carlo Martini, arcivescovo cattolico italiano († 1986)
- 2 ottobre - Arnaldo Armani, politico italiano († 1980)
- 2 ottobre - William Ching, attore statunitense († 1989)
- 2 ottobre - Karl Miller, calciatore tedesco († 1967)
- 2 ottobre - Roma Mitchell, politica, avvocato e giurista australiana († 2000)
- 2 ottobre - Alberto Talegalli, attore, sceneggiatore e conduttore radiofonico italiano († 1961)
- 3 ottobre - Anastasio Alberto Ballestrero, cardinale e arcivescovo cattolico italiano († 1998)
- 3 ottobre - Leonard Piontek, calciatore polacco († 1967)
- 3 ottobre - Aale Tynni, poetessa e traduttrice finlandese († 1997)
- 4 ottobre - Les Cunningham, hockeista su ghiaccio e allenatore di hockey su ghiaccio canadese († 1993)
- 4 ottobre - Martial Célestin, politico haitiano († 2011)
- 4 ottobre - H. W. Janson, storico dell'arte tedesco († 1982)
- 4 ottobre - Luis Martín, cestista e dirigente sportivo argentino († 1996)
- 4 ottobre - Egidio Turchi, calciatore e allenatore di calcio italiano († 1954)
- 5 ottobre - Robert Haggiag, produttore cinematografico italiano († 2009)
- 5 ottobre - William Lehman, politico statunitense († 2005)
- 5 ottobre - Erminio Maffioletti, pittore e scultore italiano († 2009)
- 6 ottobre - Vojtěch Bradáč, calciatore cecoslovacco († 1947)
- 6 ottobre - Jules Lowie, ciclista su strada belga († 1960)
- 6 ottobre - Meret Oppenheim, artista e designer svizzera († 1985)
- 6 ottobre - Bruno Parovel, canottiere italiano († 1994)
- 6 ottobre - Lucien Thèze, cestista francese († 1999)
- 6 ottobre - Ru van der Haar, hockeista su prato olandese († 1943)
- 7 ottobre - Laura Adani, attrice italiana († 1996)
- 7 ottobre - Simon Carmiggelt, giornalista e scrittore olandese († 1987)
- 7 ottobre - Elizabeth Janeway, scrittrice e critica letteraria statunitense († 2005)
- 7 ottobre - Valter Roman, politico rumeno († 1983)
- 8 ottobre - Gabriel Albertí, cestista, allenatore di pallacanestro e pittore spagnolo († 1989)
- 8 ottobre - Bernhard Cuiper, cestista tedesco († 1999)
- 8 ottobre - Robert R. Gilruth, ingegnere aeronautico statunitense († 2000)
- 8 ottobre - Solveig Gunbjørg Jacobsen, esploratrice norvegese († 1996)
- 8 ottobre - Battista Restelli, presbitero e compositore italiano († 2001)
- 8 ottobre - Secondo Ricci, calciatore italiano († 1984)
- 9 ottobre - William Donald Borders, arcivescovo cattolico statunitense († 2010)
- 9 ottobre - John Guedel, conduttore radiofonico e produttore televisivo statunitense († 2001)
- 9 ottobre - Peaches Jackson, attrice statunitense († 2002)
- 9 ottobre - Jack Ragland, cestista statunitense († 1996)
- 10 ottobre - Janis Carter, attrice statunitense († 1994)
- 10 ottobre - Rémy Chauvin, biologo e entomologo francese († 2009)
- 10 ottobre - Jimmy Chetcuti, pallanuotista maltese († 1995)
- 10 ottobre - Nassif Majdalani, conduttore radiofonico e conduttore televisivo libanese († 1988)
- 10 ottobre - Claude Simon, scrittore francese († 2005)
- 10 ottobre - Enzo Tolu, militare italiano († 1943)
- 11 ottobre - Emilio Greco, scultore, scrittore e illustratore italiano († 1995)
- 11 ottobre - Jean Lavallée, militare e partigiano francese († 1944)
- 11 ottobre - Giglio Panza, giornalista italiano († 1991)
- 11 ottobre - J. J. Pickle, politico statunitense († 2005)
- 11 ottobre - Francesco Pittaluga, canottiere italiano († 2016)
- 11 ottobre - Joe Simon, fumettista statunitense († 2011)
- 12 ottobre - Ignazio Giacomo III, iracheno († 1980)
- 12 ottobre - Vítor Guilhar, calciatore portoghese
- 12 ottobre - Edmond Michiels, pallanuotista belga († 1991)
- 12 ottobre - Mario Novelli, cestista italiano († 1964)
- 13 ottobre - Guido Costa, ciclista e dirigente sportivo italiano († 1999)
- 13 ottobre - Isa Petrozzani, pittrice italiana († 1989)
- 13 ottobre - Sebastiano Riera Coromina, religioso spagnolo († 1936)
- 13 ottobre - Cyril Leo Toumanoff, storico e genealogista russo († 1997)
- 14 ottobre - Károly Ferencz, lottatore ungherese († 1984)
- 14 ottobre - Larry Russell, compositore statunitense († 1954)
- 15 ottobre - Niels Bjørn Larsen, ballerino, direttore artistico e mimo danese († 2003)
- 15 ottobre - Martti Lauronen, fondista finlandese († 1987)
- 15 ottobre - Wolfgang Lüth, militare tedesco († 1945)
- 15 ottobre - Siro Silvestri, vescovo cattolico italiano († 1997)
- 15 ottobre - Xi Zhongxun, rivoluzionario e politico cinese († 2002)
- 16 ottobre - Gino Bechi, baritono e attore italiano († 1993)
- 16 ottobre - Cesar Bresgen, compositore austriaco († 1988)
- 16 ottobre - Imre Harangi, pugile ungherese († 1979)
- 16 ottobre - Joseph Kyle, calciatore scozzese († 1993)
- 16 ottobre - Liu Qiong, attore e regista cinese († 2002)
- 16 ottobre - John Poncar, cestista statunitense († 2010)
- 16 ottobre - Edmondo Toccaceli, ciclista su strada italiano († 1980)
- 16 ottobre - Herm Witasek, cestista statunitense († 1963)
- 17 ottobre - Edi Bär, compositore, sassofonista e clarinettista svizzero († 2008)
- 17 ottobre - Eugen Dobrogeanu, ufficiale rumeno († 1992)
- 17 ottobre - Robert Lowery, attore statunitense († 1971)
- 17 ottobre - Alessandro Lattuada, calciatore e allenatore di calcio italiano
- 17 ottobre - Marian Marsh, attrice statunitense († 2006)
- 17 ottobre - Ernest Morris, regista inglese († 1987)
- 17 ottobre - Gisella Passarelli, giornalista, poetessa e scrittrice italiana († 2010)
- 17 ottobre - Julian Wintle, produttore cinematografico e produttore televisivo britannico († 1980)
- 18 ottobre - Umberto Rizzitano, arabista e islamista italiano († 1980)
- 18 ottobre - Arne Skouen, regista e giornalista norvegese († 2003)
- 18 ottobre - Evelyn Venable, attrice statunitense († 1993)
- 19 ottobre - Haxhi Lleshi, politico albanese († 1998)
- 19 ottobre - Ruggero Maghini, pianista e compositore italiano († 1977)
- 19 ottobre - Vinícius de Moraes, poeta, cantautore e drammaturgo brasiliano († 1980)
- 19 ottobre - Piero Portalupi, direttore della fotografia italiano († 1971)
- 19 ottobre - Vasco Pratolini, scrittore italiano († 1991)
- 19 ottobre - Lars Swane, pittore e incisore danese († 2002)
- 20 ottobre - Irena Brzustowska, cestista polacca († 1999)
- 20 ottobre - Angelo Ephrikian, violinista, direttore d'orchestra e compositore italiano († 1982)
- 20 ottobre - Arrigo Fibbi, calciatore italiano († 1994)
- 20 ottobre - Gastone Giacomini, ufficiale e partigiano italiano († 1945)
- 20 ottobre - Attilio Marinangeli, missionario italiano († 1970)
- 20 ottobre - Károly Mikes, calciatore ungherese († 1986)
- 20 ottobre - Giovanni Oddo, triplista e allenatore di calcio italiano († 2009)
- 20 ottobre - Barney Phillips, attore statunitense († 1982)
- 21 ottobre - Scott Armstrong, cestista statunitense († 1997)
- 21 ottobre - Carlo Borsari, imprenditore italiano († 1997)
- 21 ottobre - Cosimo Di Ceglie, chitarrista e polistrumentista italiano († 1980)
- 21 ottobre - Alfonso Ricciardi, dirigente sportivo, allenatore di calcio e calciatore italiano († 1980)
- 21 ottobre - Domenico Sartor, politico italiano († 1992)
- 22 ottobre - Robert Capa, fotografo ungherese († 1954)
- 22 ottobre - Boots Mallory, attrice statunitense († 1958)
- 22 ottobre - Annette Rogers, velocista e altista statunitense († 2006)
- 22 ottobre - Dionis Sakalak, cestista turco
- 22 ottobre - Hans-Peter Tschudi, politico svizzero († 2002)
- 22 ottobre - Karl Wahlmüller, calciatore austriaco († 1944)
- 22 ottobre - Bảo Đại, imperatore e politico vietnamita († 1997)
- 23 ottobre - Tristano Codignola, politico, editore e giornalista italiano († 1981)
- 23 ottobre - Costuras, calciatore portoghese
- 23 ottobre - Cesare Ligini, architetto italiano († 1988)
- 24 ottobre - Tito Gobbi, baritono, attore e regista italiano († 1984)
- 24 ottobre - Vittorio Piscopo, pittore e scenografo italiano († 2004)
- 25 ottobre - Klaus Barbie, militare e criminale di guerra tedesco († 1991)
- 25 ottobre - Gaston Denys, ciclista su strada belga († 1968)
- 25 ottobre - Giovanni Lerario, presbitero e pittore italiano († 1973)
- 25 ottobre - Elio Monari, presbitero e partigiano italiano († 1944)
- 26 ottobre - Charlie Barnet, sassofonista, direttore d'orchestra e compositore statunitense († 1991)
- 26 ottobre - Jean Capelle, calciatore belga († 1977)
- 26 ottobre - Pierre Drumare, compositore di scacchi francese († 2001)
- 26 ottobre - Josep Ester i Borras, anarchico spagnolo († 1980)
- 26 ottobre - Sam Francis, giocatore di football americano e allenatore di football americano statunitense († 2002)
- 26 ottobre - Lea Ignatius, artista finlandese († 1990)
- 26 ottobre - Malcolm MacDonald, allenatore di calcio e calciatore scozzese († 1999)
- 26 ottobre - Georges Maton, pistard francese († 1998)
- 27 ottobre - Wolfgang Birkner, militare tedesco († 1945)
- 27 ottobre - Joe Medicine Crow, storico statunitense († 2016)
- 27 ottobre - Rory Mallinson, attore statunitense († 1976)
- 27 ottobre - Emilio Milan, poeta italiano († 1989)
- 27 ottobre - Luigi Piotti, pilota automobilistico e imprenditore italiano († 1971)
- 27 ottobre - Enzo Poli, politico italiano († 1975)
- 27 ottobre - Otto Wichterle, chimico ceco († 1998)
- 27 ottobre - Arie de Winter, calciatore olandese († 1983)
- 27 ottobre - Oswald Zappelli, schermidore svizzero († 1968)
- 28 ottobre - Peter Glenville, regista e attore britannico († 1996)
- 28 ottobre - Don Lusk, regista e animatore statunitense († 2018)
- 28 ottobre - Raffaele Mancini, calciatore italiano († 1964)
- 28 ottobre - Douglas Seale, attore e doppiatore britannico († 1999)
- 29 ottobre - Ludwig Damminger, calciatore tedesco († 1981)
- 29 ottobre - Adriano Gajoni, pittore italiano († 1965)
- 30 ottobre - Gaspare Bavetta, politico italiano († 1985)
- 30 ottobre - Aurelio Chessa, anarchico, giornalista e storico italiano († 1996)
- 30 ottobre - Micky Fenton, calciatore inglese († 2003)
- 30 ottobre - Geoffrey Holiday Hall, scrittore statunitense († 1981)
- 30 ottobre - Maurice Lefèbvre, pallanuotista francese († 1983)
- 31 ottobre - Angelo Bastiani, generale italiano († 1996)
- 31 ottobre - Eros Benedini, medico e letterato italiano († 1991)
- 31 ottobre - Libero Marchini, calciatore italiano († 2003)
- 31 ottobre - Fabrizio Taglioni, sceneggiatore e regista italiano